# Cork United Football Club
Maillots
Le Cork United Football Club est un club de football basé à Cork en Irlande. Il est actif entre 1940 et 1948. Pendant cette courte période, il se constitue un beau palmarès avec cinq titres de champion d'Irlande.

## Histoire
Le Cork United Football Club est créé en février 1940 dans la foulée de la faillite d'un autre club basé à Cork, l'éphémère Cork City Football Club. Il prend la succession immédiate de ce dernier dans le championnat d'Irlande. il reprend le championnat là où son prédécesseur l'avait laissé.
Dès la saison suivante Cork United s'élève au sommet du championnat en remportant l'épreuve. Cork United réalise le doublé coupe/championnat en gagnant la coupe d'Irlande. En finale Cork bat le Waterford Football Club.
Cork remporte le championnat cinq fois sur les six saisons suivantes. Dans la même période, le club se hisse à quatre reprises en finale de la coupe, l'emportant deux fois.
Le 10 octobre 1948, Cork United est démantelé et se retire du championnat. Cork Athletic Football Club est immédiatement formé pour prendre sa place en championnat.

## Palmarès
- Championnat d'Irlande
  - Vainqueur en 1940-1941, 1941-1942, 1942-1943, 1944-1945 et 1945-1946.

- Coupe d'Irlande
  - Vainqueur en 1940-1941 et 1946-1947
  - Finaliste en 1941-1942 et 1942-1943

- Shield
  - Vainqueur en 1942-1943 et 1947-1948

- Dublin City Cup
  - Vainqueur en 1943-1944 et 1945-1946

- Munster Senior Cup
  - Vainqueur en 1940–1941, 1944–1945 (avec l'équipe réserve) et 1946–1947